# Хасевка
Ха́севка (бел. Хасеўка) — деревня в составе Коровчинского сельсовета Дрибинского района Могилёвской области Республики Беларусь.

## Население
- 1999 год — 45 человек
- 2010 год — 14 человек